# Pethia meingangbii
Pethia meingangbii е вид лъчеперка от семейство Шаранови (Cyprinidae).

## Разпространение
Видът е разпространен в североизточна Индия и Мианмар.